# La marcha de la bronca
«La marcha de la bronca», también conocida como «Marcha de la bronca», es una canción de protesta compuesta por el músico argentino Miguel Cantilo, e interpretada originalmente por el dúo de rock argentino Pedro y Pablo, que Cantilo integraba con Jorge Durietz. Fue lanzado como simple de lado A en el año 1970 bajo el sello CBS.

## Antecedentes
«La marcha de la bronca» fue compuesta durante la dictadura autodenominada Revolución Argentina, quien había impuesto en 1966 un régimen con pretensión de permanencia, bajo la modalidad del Estado burocrático-autoritario. El régimen disolvió los partidos políticos y prohibió la actividad política, manteniendo la prohibición de radicarse en Argentina para el expresidente constitucional Juan Domingo Perón, derrocado por un golpe de Estado en 1955. Perón lideraba desde su exilio en Madrid, un amplio movimiento opositor, que luchaba por «elecciones libres y sin proscripciones». A partir de 1968 y 1969, cuando la dictadura era liderada por el general Juan Carlos Onganía, se crearon organizaciones guerrilleras para combatir la dictadura y se produjeron numerosas puebladas insurreccionales protagonizadas por el sindicalismo y el movimiento estudiantil, con el apoyo abierto de amplios sectores de la población. 
La letra expresa el sentimiento general de oposición a la dictadura y se convirtió en un himno de las movilizaciones populares antidictatoriales, en especial juveniles y peronistas.  

## Letra

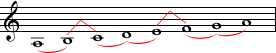
Esta canción comienza y termina en La menor.

El título y la letra de la canción ponen en el centro «la bronca», es decir «la ira» por la situación de extrema injusticia y arbitrariedad generalizada que se vivía en Argentina y en el mundo. Critica la represión, la hipocresía de los poderosos, el militarismo, la prohibición de llevar el pelo largo para los varones, los asesinatos y detención de los opositores.

Bronca porque ríen satisfechos,
al haber comprado sus derechos.
Bronca cuando se hacen moralistas,
y entran a correr a los artistas
Primer verso

El segundo, tercer y cuarto verso mencionan directamente al gobierno militar, y su actitud contra todos aquellos que se muestran distintos, y la aplicación de métodos de persecución y represión:

Bronca cuando a plena luz del día,
sacan a pasear su hipocresía.
Bronca de la brava, de la mía,
bronca que se puede recitar.
Segundo verso

Para los que toman lo que es nuestro,
con el guante de disimular.
Para el que maneja los piolines,
de la marioneta universal.
Tercer verso

Para el que ha marcado las barajas,
y recibe siempre la mejor.
Con el as de espadas nos domina,
y con el de bastos entra a dar y dar y dar.
Cuarto verso

El estribillo está inspirado en un grito colectivo: 

¡Marcha!, un, dos,
No puedo ver tanta mentira organizada.
Sin responder con voz ronca,
de bronca, de bronca
Estribillo

. 
El quinto, sexto y el séptimo verso habla de los actos de violencia y de las prohibiciones del poder gobernante que oprimía a la sociedad (principalmente a los jóvenes):

Bronca porque matan con descaro,
pero nunca nada queda claro.
Bronca porque roba el asaltante,
pero también roba el comerciante.
Quinto verso

Bronca porque está prohibido todo,
hasta lo que haré de cualquier modo.
Bronca porque no se paga fianza,
si nos encarcelan la esperanza.
Sexto verso

Los que mandan tienen este mundo.
repodrido y dividido en dos.
Culpa de su afán de conquistarse,
por la fuerza o por la explotación.
Séptimo verso

Bronca pues entonces cuando quieren,
que me corte el pelo sin razón.
Es mejor tener el pelo libre,
que la libertad con fijador
Octavo verso

El final de la canción deja bien claro que Cantilo rechaza el camino de la lucha armada y propone apoyar al peronismo (dos dedos en V es el saludo peronista), invocando la esperanza y la fe. Pocos años después, Perón lograría regresar a la Argentina y organizar a su alrededor un gran frente con el radicalismo frondizista, el conservadorismo popular, la democracia cristiana y el socialismo, que obtuvo la victoria en las elecciones generales de 1973, las primeras que se realizaron en libertad desde 1954. 

Bronca sin fusiles y sin bombas,
bronca con dos dedos en V.
Bronca que también es esperanza,
marcha de la bronca y de la fe.
Noveno verso

## Versión de 2004
En septiembre de 2004 Miguel Cantilo reunió a diversas personalidades del rock local, contando como invitado especial al músico uruguayo Ruben Rada y realizó una nueva versión de esta canción. El proyecto tuvo el nombre de "Miguel Cantilo & Amigos" y los músicos invitados fueron:
- León Gieco
- Gustavo Cordera
- Ricardo Mollo
- Alejandro Lerner
- María José Cantilo
- Hilda Lizarazu
- Claudia Puyó
- Los Súper Ratones
- Andrés Calamaro
- Fabiana Cantilo
- Ruben Rada
- Charly García
- Juan Carlos Baglietto
- Jorge Durietz

## Reconocimientos
En 2007 fue considerada por la página Rock.com.ar como la 
59° mejor canción del rock argentino de la lista de Las 100 de los 40.